# Vladracula
Vladracula — рід патогенних грибів родини Rhytismataceae. Назва вперше опублікована 1986 року.

## Назва
Рід названий в честь Влада Дракули.

## Класифікація
До роду Vladracula відносять 2 види
- Vladracula almoreum викликає захворювання у вигляді смоляної плямистості на індійському клені (Acer oblongum). Стромальні ураження або смоляні плями присутні на верхній поверхні листя, занурені в живу тканину, і, як правило, круголі і іноді зливаються між собою. Апотеції розташовані радіально з декількома в центрі строми.[2]

- Vladracula annuliformis паразитує на кленах Acer cinnamomifolium, Acer lanceolatum, Acer oblongum.[3]

Обидва види поширені у Азії.